# Jason Palmer
Jason Michael Palmer, född 1 december 1971 i Harford County i Maryland, är en amerikansk affärsman, entreprenör, investerare och politiker. Under demokraternas primärval 2024 utmanade han den sittande presidenten Joe Biden och även kandidaten Dean Phillips, dock utan framgång. Trots detta nederlag lyckades han ändå knipa tre delegater, i Amerikanska Samoa. Detta blev första gången en presidentkandidat vinner mot en sittande president i ett primärval sedan 1980 då Ted Kennedy besegrade Jimmy Carter.

## Biografi
Jason Palmer föddes i Aberdeen Proving Ground, där hans far tjänstgjorde i armén.
Palmer studerade vid Harvard där han fick en Master of Business Administration.  Han är även grundare till tre teknikföretag.

## Presidentkampanjen 2024

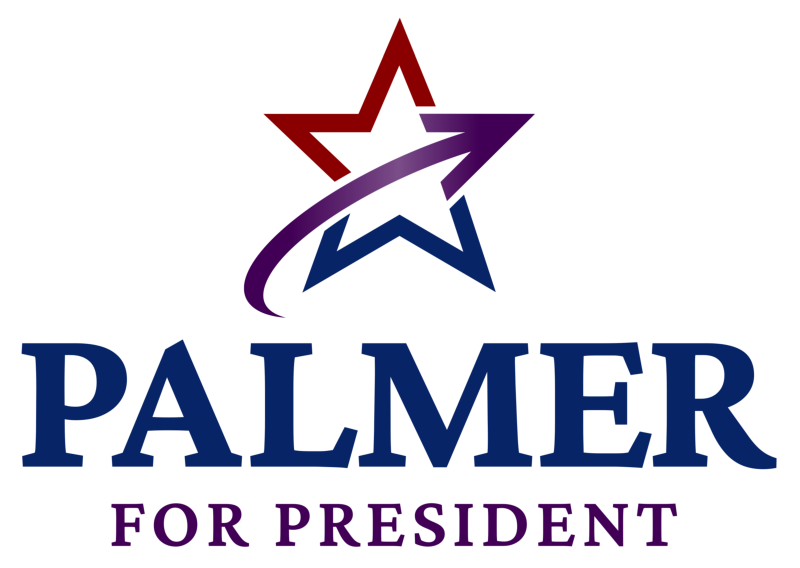
Palmers kampanjlogga

I november 2023 tillkännagav Palmer sin kandidatur till presidentvalet 2024. Det främsta skälet till hans kampanj var att han menade att unga människor känner sig hjälplösa och förtvivlade, och en övergripande känsla av att vår tids största problem inte åtgärdas. Palmer avslutade sin kampanj i maj 2024.